# عمده‌فروشی

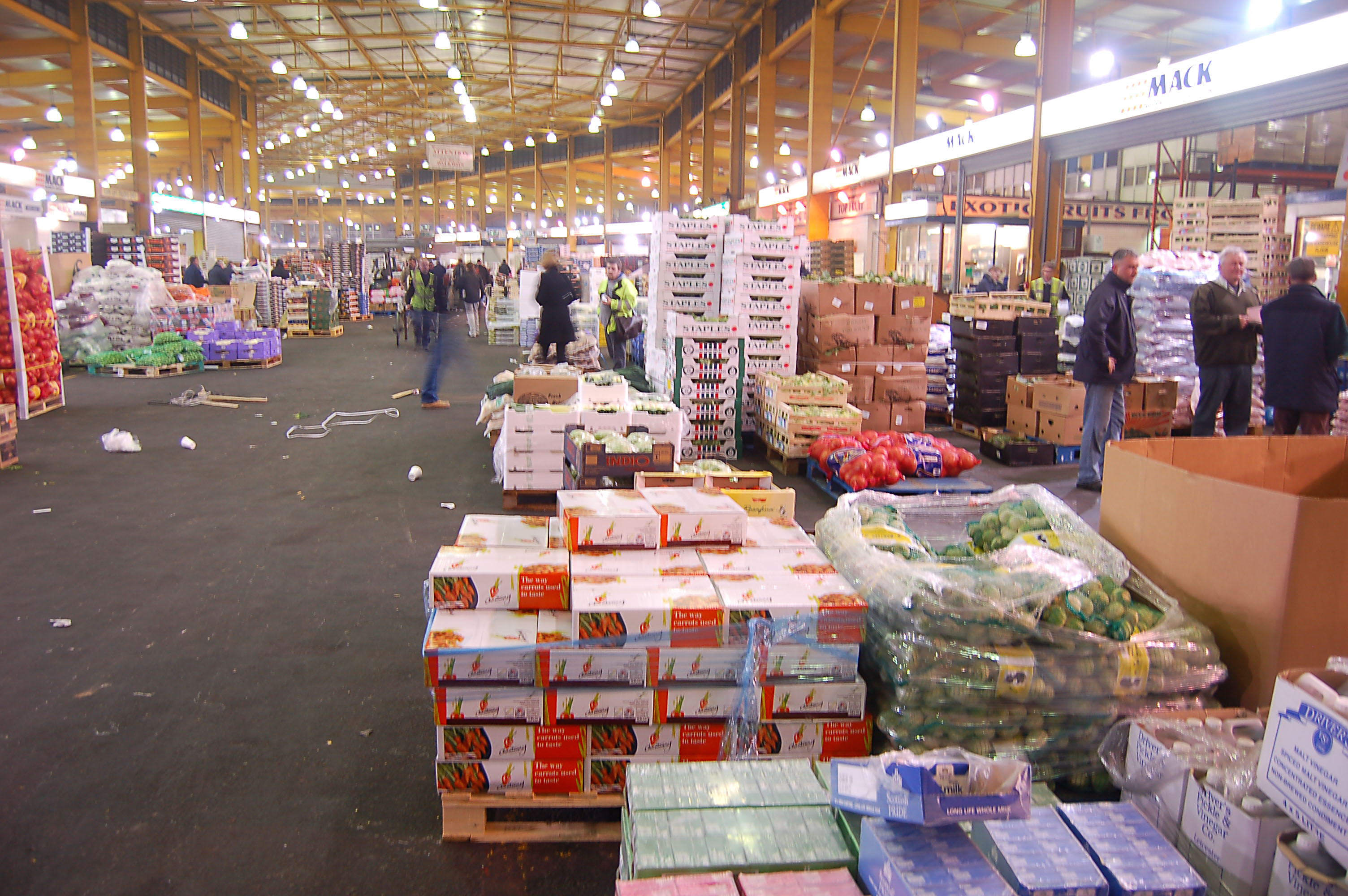
عمده‌فروشی

عمده‌فروشی (به انگلیسی: Wholesale)، فروش کالا یا اجناس به خرده‌فروشان، کاربران صنعتی، بازرگانی، نهادی، یا دیگر کاسبان حرفه‌ای، یا به دیگر عمده‌فروشان و خدمات مرتبط است. به‌طور کلی، عمده‌فروشی، فروش کالا به هر کس و به هر مقدار به استثنای مصرف‌کنندهٔ نهایی می‌باشد. عمده‌فروشی دارای اهداف تجاری است و عموماً با مقادیر بزرگ معاملات سروکار دارد. علاوه بر این عمده‌فروشان وظیفه ارتباط تولیدکننده و تامین‌کننده را بر عهده دارند.
عمده‌فروشان غالباً به مونتاژ، مرتب‌سازی، و درجه‌بندی فیزیکی کالاها در قالب بخش‌های بزرگ می‌پردازند. آن‌ها پس از تقسیم فله‌های کالا، به بسته‌بندی و توزیع مجدد کالاها در قالب بخش‌های کوچکتر می‌پردازند. در حالی‌که عمده‌فروشان بیشتر کالاها معمولاً از مکان‌های مستقلی کارشان را پی می‌گیرند، بازاریابی عمده‌فروشی برای مواد خوراکی می‌تواند در بازارهای مشخص عمده‌فروشی دنبال شود که همهٔ معامله‌کنندگان در آن‌جا جمع می‌شوند. به‌طور سنتی عمده‌فروشان به بازارهایی که بدان محصولات را عرضه می‌کنند نزدیک‌تر هستند تا به منبعی که از آن محصولات را دریافت می‌کنند.
توزیع‌کننده مترادف با عمده‌فروش نیست. همه عمده‌فروش‌ها توزیع‌کننده به شمار می‌آیند، اما همه توزیع‌کنندگان عمده‌فروش نیستند. به عبارت دیگر برخی از خرده‌فروشان و تولیدکنندگان خودشان عمل توزیع‌کنندگی عمده‌فروش را انجام می‌دهند. تفاوت خرده‌فروشی با عمده‌فروشی در این است که خرده‌فروش عموماً کالا را به مصرف‌کننده نهایی می‌رساند و در مقایسه با عمده‌فروش اهداف و برنامه تجاری مفصلی ندارد و با مقادیر بزرگ معاملات نیز سروکار ندارد.